# Israel Aerospace Industries
Israel Aerospace Industries (hebreiska: התעשייה האווירית לישראל ha-ta'asiya ha-avirit le-yisra'el) eller kort IAI (תע"א ta`a') är Israels ledande företag inom flyg- och försvarsindustri. Det är samtidigt landets ledande exportör av industriella produkter.

## Historia

IAI:s grundare Al Schwimmer, fotografiet från 1955.

Kort efter staten Israels födelse 1948 stod det klart att det israeliska flygvapnet behövde någon som kunde utföra större reparationer och underhållsarbeten på flygplanen, och att det skulle vara kostnadseffektivast att göra detta inom landets gränser. David Ben Gurion, israels förste premiärminister, var en av de drivande krafterna bakom beslutet att upprätta ett statsägt bolag för att sköta uppdraget, och 1953 grundades Bedek Aviation i en hangar på dåvarande Lods flygfält (numera Ben Gurions internationella flygplats) under ledning av Al Schwimmer. Al Schwimmer var en amerikansk jude med arbetserfarenhet från Lockheed Corporation och Trans World Airlines. Under upptakten till Israels självständighetskrig innan staten Israel var självständig organiserade han en smuggelring baserad i USA som köpte upp och på olika vägar smugglade in flygplan till Israel för Haganahs räkning. Företagets första uppdrag blev att sköta om underhållet på flygvapnets flygplan. Först enbart mindre plan, men senare även på transportplan och från Frankrike importerade stridsflygplan.

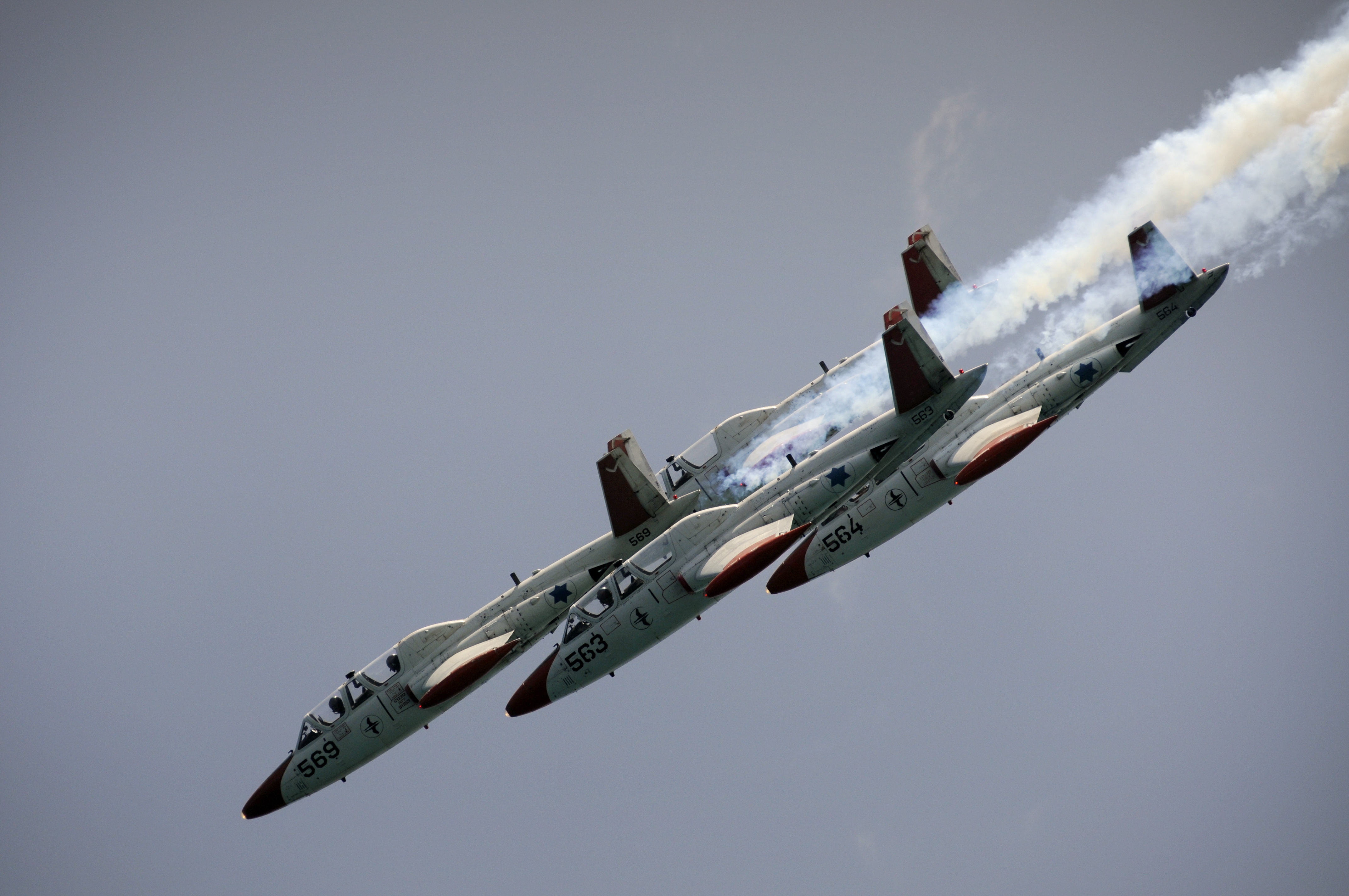
En formation med fyra israeliska Fouga Magister vid firandet av israels självständighetsdag 2009.

Under 1960-talet inleddes för första gången serietillverkning i Bedeks regi. Först handlade det om licenstillverkning av franska Fouga Magister skolningsflygplan. Senare skulle även licenstillverkning av stridsflygplan bli aktuellt. Efter att ett franskt vapenembargo omöjliggjort leverans av den för Israel skräddarsydda Dassault Mirage V lyckades den israeliska säkerhetstjänsten Mossad få tag på de kompletta ritningarna till planet, varefter Bedek fick i uppdrag att serietillverka flygplanet som IAI Nesher. Samtidigt höll israeliska ingenjörer på att utveckla en egen sjömålsrobot under namnet Gabriel. Senare versioner av Gabriel kom att spela en avgörande roll i sjöstriderna under Jom kippurkriget 1973.

## Egen produktutveckling
Utvecklingsarbetet med Neshern var en vändpunkt för företaget, och i slutet av 1960-talet kom det första egna flygplanet i form av det lätta fraktflygplanet IAI Arava som fortfarande är i begränsad användning runt om i världen. En utvecklad version av Neshern utrustad med en starkare amerikansk motor lanserades också under namnet IAI Kfir. 1968 köptes också rättigheterna till affärsflygplanet Rockwell Jet Commander, som senare utvecklades via IAI Westwind och IAI Astra till IAI Galaxy. Galaxy tillverkas numera av Gulfstream Aerospace under namnet Gulfstream G200, men IAI tillverkar fortfarande delar till flygplanet.
I takt med det ökade utbudet av egna produkter steg exporten märkbart, och 1976 gick för första gången hälften av företagets produktion på export. IAI Kfir blev en relativt stor exportframgång på försvarssidan, och exporterades till Colombia, Ecuador och Sri Lanka. Dessutom leasade amerikanska flottan och marinkåren 25 flygplan under 1980-talet för användning som motståndarplan i luftstridsövningar. Sri Lankas och Colombias flygplan har använts för markattackuppdrag mot tamilska tigrarna respektive FARC, medan Ecuadors flygplan deltog i Cenepakriget mot Peru. Under sistnämnda konflikten flög Kfir även jaktuppdrag, och sköt tillsammans med Mirage-plan ner tre fientliga jaktplan. Samtidigt hade företaget fortsatt med utvecklingen av robotar, avionik och andra delsystem.
I slutet av 1980-talet arbetade IAI på ett nytt modernt stridsflygplan i form av IAI Lavi. Projektet var det mest ambitiösa som företaget gett sig in på, men lades ner under prototypstadiet trots lovande prestanda på grund av amerikanskt motstånd. Detta ledde i sin tur till en allvarlig kris inom företaget, och omfattande omorganisationer blev nödvändiga. IAI:s nya strategi blev istället att satsa mera på flygplanstillverkningens stödfunktioner, inklusive avionik, telekrig, vapensystem och obemannade luftfarkoster. Dessutom började företaget på allvar marknadsföra konverteringsprogram för olika civila flygplan, främst till olika militära roller (signalspaning, lufttankning, AWACS) men också konverteringar av passagerarversionen av Boeing 747 till fraktplan. Under början av 1990-talet utökade IAI sitt verksamhetsområde till att också inkludera tillverkning av satelliter för israeliska försvarsministeriets räkning.
Samarbetet med flygplanstillverkare från andra länder utökades också. IAI var bland annat Chengdus viktigaste samarbetspartner i Chengdu Jian-10-projektets inledande fas. Främst handlade det däremot om moderniseringsprogram, ofta av åldrande flygplan och helikoptrar tillverkade i Sovjetunionen som försågs med modern avionik och delsystem. Ett av de mer framgångsrika exemplen på det senare är MiG-21 Lancer-projektet. Lancer var ett projekt i samarbete med Elbit och Aerostar SA för det rumänska flygvapnets räkning. Sammanlagt 110 flygplan, fördelade på 100 ensitsiga MiG-21M/MF/BiS och 10 tvåsitsiga MiG-21U, uppgraderades med moderna radarapparater, spaningskapslar, hjälmsikten, möjlighet att bära asymmetriska vapenlaster och precisionsvapen samt nya navigeringshjälpmedel som möjliggör uppdrag även i dåligt väder. Lancer kan bära både ryska, israeliska och västerländska vapen, och är konstruerad för att kunna delta i NATO-operationer.

## Nuvarande produkter
I nuläget (2011) tillverkar och marknadsför IAI och dess dotterbolag ett stort antal olika produkter, både på den civila och på den militära marknaden.
IAI erbjuder konverteringar av flera olika civila passagerarplan till fraktflygplan, bland andra Boeing 707, Boeing 737, Boeing 747, Boeing 767 och McDonnell Douglas MD-11. Inredningen på passagerarflygplan kan också skräddarsys till önskad standard för roller som affärsflygplan eller VIP-transporter. IAI genomför även konverteringar till tankplan och specialuppdrag för militära kunder.

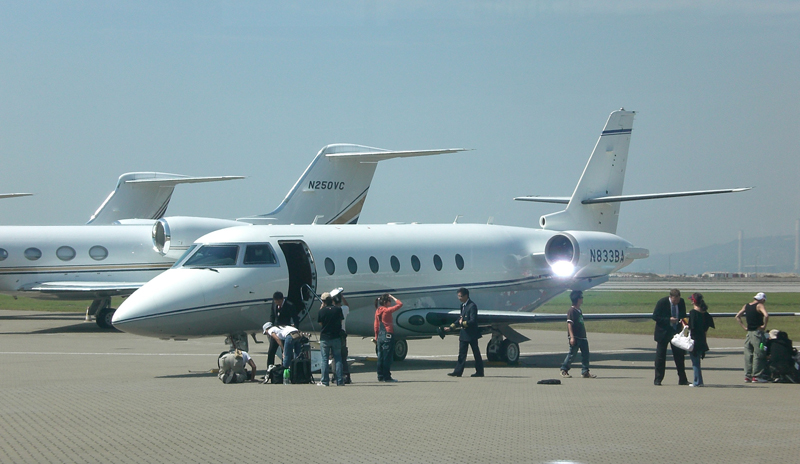
En Gulfstream G200 på Hong Kongs flygfält 2007.

Tillsammans med Gulfstream erbjuder IAI fyra olika affärsflygplan i form av Gulftsream G100 och G150 "Astra" samt Gulfstream G200 och G280 "Galaxy". Sedan licenstillverkningen av Rockwell Jet Commander startade 1971 har sammanlagt över 1000 affärsflygplan tillverkats som har sitt ursprung hos IAI. Astra/Galaxy utgör de enda flygplan som nytillverkas av IAI efter att tillverkningen av IAI:s lätta transportplan IAI Arava upphört 1988 och jaktplanet IAI Nammer stannat på prototypstadiet 1991.
Utvecklingen och tillverkningen av obemannade luftfarkoster, UAV, sköts av avdelningen IAI-MALAT. Utbudet inkluderar renodlade spaningssystem i storleksklasserna från IAI Heron (spännvidd 26 meter, max startvikt 4,65 ton) till IAI Mosquito (spännvidd 35 cm, max startvikt 0,5 kg). Bland övriga system kan nämnas den ombordbaserade helikopterlika IAI NRUAV.
Finska försvarets Ranger-system är framtagen gemensamt av IAI och RUAG Aerospace
IAI utvecklar och tillverkar ett antal olika vapensystem, bland andra luftvärnsrobotar till både fartyg och markbaserade förband, utvecklingen sker ofta i samarbete med Rafael Advanced Defense Systems Ett antal olika sjömålsrobotar erbjuds också, liksom attackrobotar, pansarvärnsrobotar och precisionsstyrd ammunition.
IAI utgör också en av de absolut viktigaste aktörerna i det israeliska rymdprogrammet, och har förutom ett antal kommunikationssatelliter, jordresurssatelliter och militära spaningssatelliter även utvecklat, tillverkat och opererat en egen familj bärraketer med beteckningen Shavit.